# Igor Cavalera
Igor Graziano Cavalera, pseud. Iggor (ur. 4 września 1970 w Belo Horizonte) – brazylijski perkusista, znany głównie z występów w zespole metalowym Sepultura w latach 1984-2006. Brał udział w nagraniach m.in. Nailbomb, Strife i Titas.

## Życiorys
Urodził się 4 września 1970 w Belo Horizonte jako Igor Graziano Cavalera. Jego rodzice to Vânia i Graziano Cavaleria. Ojciec był Włochem, był zatrudniony w konsulacie Włoch w São Paulo, gdzie przybył z ojczyzny wraz ze swoją rodziną, zaś matka udzielała się jako modelka. Oboje byli katolikami, zaś prócz tego matka z zaangażowaniem i otwarcie wyznawała candomblé. Jego dziadek od strony ojca był marynarzem włoskiej floty wojennej. Ma o rok starszego brata Maxa (ur. 1969). Pomimo zamieszkiwania rodziny Cavalera w São Paulo obaj bracia przyszli na świat w oddalonym ok. 500 km Belo Horizonte, gdzie ich matka dwukrotnie udawała się celowo, chcąc urodzić swoje dzieci w miejscu pochodzenia swojej rodziny. Mieli także siostry: Carissę (ur. 1975, zmarła po miesiącu) i Kirę (ur. 1976). Mieszkając w São Paulo rodzina utrzymywała kontakty z miejscowymi rodakami ojca z Włoch, a  Max i Igor wraz z ojcem byli sympatykami klubu piłkarskiego SE Palmeiras, pierwotnie założonego przez włoskich imigrantów. Rodzina zamieszkiwała blisko centrum przy ul. Avenida Angelica w dzielnicy Higienópolis, ponadto dysponowała domem w kurorcie poza miastem, z uwagi na pozycję ojca cieszyła się zamożnością i dostatkiem w trudnych latach 70. w Brazylii. Max i Igor uczyli się w katolickiej szkole w São Paulo, prowadzonej przez siostry zakonne. W 1979 rodzina odbyła wycieczkę po Europie i Ameryce Północnej, odwiedzając m.in. Montagna Spaccata we Włoszech i Watykan. Miesiąc po powrocie z wojaży niespodziewanie zmarł na serce jego ojciec Graziano, który jak się okazało, dwa tygodnie wcześniej postanowił, że przeniesie się z rodziną do Włoch, gdzie miał kontynuować służbę zawodową.
Po śmierci męża Vânia Cavalera jeszcze przez kilka lat była zatrudniona w konsulacie. Po stracie głowy domu rodzina utraciła zamożny status, była zmuszona zamieszkać wraz z babcią rodzeństwa w Belo Horizonte w dzielnicy Santa Teresa, a celem utrzymania domu mający 10 i 11 lat Max i Igor podejmowali zajęcia zarobkowe (np. w fabryce kapeluszy należącej do dziadka i w innych miejscach, finalnie w sklepie muzycznym sprzedając płyty). Wskutek straty ojca w braciach nastąpiła faza buntu i frustracji, co zwróciło ich w stronę muzyki. Stało się tak mimo tego, że obaj zafascynowani byli futbolem. Za namową swojego kuzyna 20 marca 1981 byli na koncercie grupy Queen na Estádio do Morumbi, po którym zaciekawiła ich muzyka rockowa. Od tego czasu słuchali płyt oraz poznawali rówieśników mających podobne upodobania, m.in. Wagnera Lamounier. Poza tym Igor zajmował się malowaniem graffiti oraz grał na werblu podczas meczów piłkarskich. Od około szóstego roku życia grywał na instrumentach perkusyjnych sambę, przez pewien czas uczył się też w szkole gry na perkusji. Obaj z bratem przez około trzy lata kształcili się w szkole wojskowej, z której zostali relegowani. Potem przez około rok uczęszczali do szkoły podlegającej hierarchii kościelnej, z której także ich usunięto, po czym uczyli się w szkole państwowej w Belo Horizonte, również przez krótki czas. W połowie lat 80. zamieszkiwali w domu swojego wuja na wsi.
Po fiasku nauki szkolnej zostali zobowiązani przez matkę do podjęcia zajęcia, które stałoby się ich celem w życiu. Po obejrzeniu w Lambari koncertu pochodzącej z Rio de Janeiro i grającej speed metal grupy Dorsal Atlântica, Max postanowił założył grupę muzyczną, nazwaną Sepultura, w której został gitarzystą, a Igor perkusistą. Pierwszy koncert grupa dała 4 grudnia 1984 w Belo Horizonte w dzielnicy Barroca (wzgl. w miejscowości Barroliche). Genezą wściekłości i brutalności w tworzonej przez braci muzyce była strata ojca. Przy wydaniu pierwszego wydawnictwa grupy, tj. albumu EP pt. Bestial Devastation w 1985, nosił przydomek „Skullcrusher”. W początkowych latach działalności zespołu Igor zajmował się przygotowywaniem koszulek Sepultury i ich sprzedażą. W tym czasie działalność grupy skupiała się na domu rodziny Cavalera tj. Rua Dores do Indaiá w Belo Horizonte (zamieszkał w nim także Kisser), zaś wsparciem była matka braci, Vânia Cavalera. Przed wydaniem kolejnej płyty, na początku 1989 bracia Cavalera wraz z matką i zespołem przenieśli się z Belo Horizonte do São Paulo, zamieszkując w centrum miasta w dzielnicy Santa Cecilia.
Dopiero po wydaniu albumu Arise (1991) Igor Cavalera mógł pozwolić sobie na zakup własnej perkusji (do tego czasu grał na wypożyczanym sprzęcie)
. Około 1991 wraz z zespołem wyprowadził się z Brazylii i zamieszkał w Phoenix. Do tego miasta, prócz Igora i Maxa, przeniosły się także ich matka i siostra Kira.
Brał udział w nagraniach albumu Point Blank projektu muzycznego Maxa Cavalery pod nazwą Nailbomb, a 3 czerwca 1995 wystąpił w jedynym koncercie tegoż na festiwalu Dynamo Open Air w Eindhoven.
Wraz z  Sepulturą wydał następnie albumy  Chaos A.D. (1993) i Roots (1996). Od końca 1996 był członkiem grupy już bez brata Maxa, który odszedł ze składu w wyniku nieporozumień w zespole. W kolejnych latach z jego udziałem formacja wydała płyty Against (1998), Nation (2001), Roorback (2003), Dante XXI (2006). W styczniu 2006 ogłoszono, że Igor Cavalera zawiesza działalność z zespołem Sepultura, aby móc poświęcać więcej czasu rodzinie. 12 czerwca tego samego roku perkusista opuścił definitywnie zespół ze względu na artystyczną niekompatybilność. Na początku 2006 zaczął rozmawiać z bratem Maxem po raz pierwszy od jego odejścia z Sepultury (przez niespełna 10 lat informacje o sobie otrzymywali za pośrednictwem matki). Założył wraz z bratem Maxem projekt Cavalera Conspiracy (w składzie znaleźli się też gitarzysta Marc Rizzo z Soulfly i basista Joe Duplantier z Gojira). Razem, nakładem Roadrunner Records, 25 marca 2008 wydali płytę pt.Inflikted, a 28 marca 2011 drugi album pt. Blunt Force Trauma. W późniejszych latach, nakładem Napalm Records, wydali 4 listopada 2014 trzeci album pt. Pandemonium oraz 17 listopada 2017 czwarty pt. Psychosis.
W latach 90. zajmował się też projektowaniem okładek płyt muzycznych. Podjął treningi brazylijskiego jiu-jitsu. Został również DJ-em. Założył projekt z muzyką elektroniczną o nazwie Mixhell. Około 1995 zaangażował się w projektowanie mody (wraz z Alberto Hiarem) pod marką Cavalera Design.
W 2007 muzyk został sklasyfikowany na 38. miejscu listy 50 najlepszych perkusistów rockowych według Stylus Magazine.
Jego partnerką życiową została Monika Bass (ur. ok. 1968), którą poznał ok. 1986, związał się w 1989, a ożenił się około 1995. Po przenosinach do USA zamieszkał z nią w San Diego Rozwiedli się przed 2013. Z zawodu była asystentką dentystyczną, a po zwolnieniu Glorii Cavalery z funkcji menedżerki Sepultury objęła to stanowisko. Ma czworo dzieci: Joanna Bass Cavalera (ur. w listopadzie 1996), Raissa Bass Cavalera, Icaro Bass Cavalera November i Antonio Leyton Cavalera.

## Dyskografia
Sepultura
- Morbid Visions (1986)
- Schizophrenia (1987)
- Beneath the Remains (1989)
- Arise (1991)
- Chaos A.D. (1993)
- Roots (1996)
- Against (1998)
- Nation (2001)
- Roorback (2003)
- Dante XXI (2006)

## Filmografia
| Tytuł                                                | Rok  | Uwagi                                                          | Źródło |
| ---------------------------------------------------- | ---- | -------------------------------------------------------------- | ------ |
| "Guidable – A Verdadeira História do Ratos de Porão" | 2008 | film dokumentalny, reżyseria: Fernando Rick, Marcelo Appezzato | [ 58 ] |

## Nagrody i wyróżnienia
| Rok  | Kategoria        | Tytułem       | Nagroda                         | Nota      | Źródło |
| ---- | ---------------- | ------------- | ------------------------------- | --------- | ------ |
| 2006 | Best Drummer     | Igor Cavalera | Metal Hammer Golden Gods Awards | Nominacja | [ 59 ] |
| 2008 | Spirit Of Hammer | Igor Cavalera | Metal Hammer Golden Gods Awards | Laur      | [ 60 ] |